# Wilmer Watts
Wilmer Wesley Watts (* 1892 (?) in Mount Tabor, North Carolina; † August 1943) war ein US-amerikanischer Old-Time-Musiker. Zu Watts bekanntesten Aufnahmen zählen Banjo Sam und Cotton Mill Blues.

## Leben

### Kindheit und Jugend
Wilmer Watts wurde in Mount Tabor (heute Tabor City) im Columbus County, North Carolina, geboren. Sein Geburtsjahr ist umstritten; während Patrick Huber 1892 angibt, nennt Joe Bussard 1896 und 1898 als mögliche Daten. Watts entdeckte sein musikalisches Talent bereits als Kind und erlernte eine Reihe von Saiteninstrumenten. Nach dem Ersten Weltkrieg – um 1919 – ließ er sich im Gaston County nieder, wo er in verschiedenen Textilfabriken arbeitete.

### Karriere

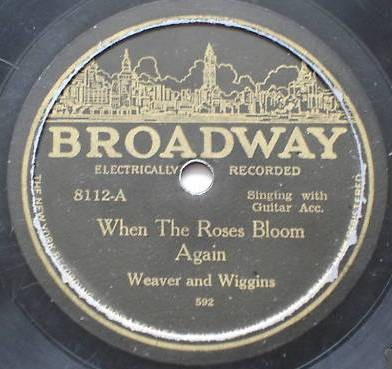
When the Roses Bloom Again, 1927 (unter dem Pseudonym „Weaver & Wiggins“)

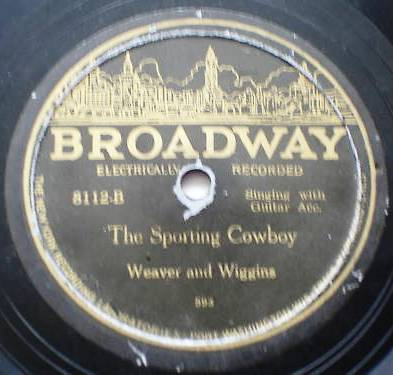
The Sporting Cowboy, 1927 (unter dem Pseudonym „Weaver & Wiggins“)

Watts arbeitete zeit seines Lebens als Weber in Textilfabriken von Belmont, Gastonia, Bessemer City und Hickory. In der Climax Mill in Belmont traf Watts auf Frank Wilson, ebenfalls Arbeiter dort. Mit ihm machte er 1927 für Paramount Records seine ersten acht Aufnahmen unter dem Namen Watts & Wilson. Die erste Session für Paramount fand im Januar oder Februar 1927 in Chicago statt, auf der aber nur The Sporting Cowboy eingespielt, aber nicht veröffentlicht wurde. Im April desselben Jahres kehrte Watts und Wilson mit dem Gitarristen Charles Freshour nach Chicago zurück, wo sie sieben weitere Titel einspielten.
Die Climax Textilfabrik war, wie hunderte andere Fabriken in der Piedmont-Region, voll von talentierten Musikern und Watts gründete nach seinen ersten Paramount-Aufnahmen mit den beiden Arbeitern Palmer Rhyne (1903–1967) an der Steel Guitar und Charles Freshour (Gitarre) die Gastonia Serenaders, die sich später in Wilmer Watts and the Lonely Eagles umbenannten. Mit dieser Gruppe reiste Watts im Oktober 1929 nach New York City, wo er für Paramount insgesamt 16 weitere Songs einspielte. Erwähnenswert sind hier der Cotton Mill Blues, Watts‘ letzte Aufnahme und sein einziges Solostück Banjo Sam und The Fate of Rhoda Sweetin. Letzteres war eine Ballade, die von Charles Freshour über die Ermordung von dessen Schwester geschrieben wurde und auf deren Aufnahme Freshour wahrscheinlich auch singt. Einige der eingespielten Lieder wurden auch auf Paramounts Tochterlabel Broadway Records veröffentlicht, während lediglich der Ginger Blues und A Soldier of Honor in Paramounts dunklen Archiven verschwanden und nicht auf Platte erschienen.
Nach 1929 folgten keine weiteren Plattenaufnahmen für Watts, er spielte aber weiterhin in der Umgebung und trat zuweilen auch mit Gitarre, Schlagzeug, Fiddle, Banjo und Mundharmonika als „One-Man-Band“ auf. Mit seinen Töchtern trat Watts auch als The Watts Singers auf lokalen Veranstaltungen, an Straßenecken, auf Kirchenfesten und im Radio um Charlotte und Spartanburg auf.
Wilmer Watts starb im August 1943. Seine Töchter traten danach unter dem Namen Watts Gospel Singers auf.

## Diskografie
| Jahr                    | Titel                                                                   | #         | Anmerkungen        |
| ----------------------- | ----------------------------------------------------------------------- | --------- | ------------------ |
| Paramount Records       |                                                                         |           |                    |
| 1927                    | When the Roses Bloom Again / The Sporting Cowboy                        | 3006      | als Watts & Wilson |
|                         | The Empty Cradle / The Night Express                                    | 3007      | als Watts & Wilson |
|                         | Walk Right in Belmont / Chain Gang Special                              | 3019      | als Watts & Wilson |
|                         | Knocking Down Casey Jones / Been on the Job Too Long                    | 3210      |                    |
|                         | Charles Guitaw [!] / Working for My Sally                               | 3232      |                    |
|                         | Say Darling Won’t You Love Me / Banjo Sam                               | 3242      |                    |
|                         | She’s a Hard Boiled Rose / The Fate of Rhoda Sweetin                    | 3247      |                    |
|                         | Fightin’ in the War with Spain / Cotton Mill Blues                      | 3254      |                    |
|                         | Sleepy Desert / When the Snow Flakes Fall Again                         | 3282      |                    |
|                         | Take This Little Bunch of Roses / Bonnie Bess                           | 3299      |                    |
| Unveröffentlichte Titel |                                                                         |           |                    |
| 1927                    | - The Sporting Cowboy (alt. Version) - Why Did You Leave Me Poor Bessie | Paramount |                    |
| 1929                    | - Ginger Blues - A Soldier of Honor                                     | Paramount |                    |